# Vári Juliánna
Vári Juliánna (Szeghalom, 1967.) festőművész.

## Pályája
Hódmezővásárhelyen a Majolika gyárban tanulta és szerette meg a kerámiaformázást. Grafikákat és szobrokat készített, majd a munkája sok évig távolra vitte a művészetek világától. 1998-ban született meg a nagyobbik lánya, Noémi és 2001-ben a kicsi Vivien. A gyermekeivel együtt kezdte használni újra a ceruzát és a vízfestéket. Kezdetben velük festett, aztán nekik…
2004 nyarán olaj-temperával próbálkozott, majd 2005 tavaszán kezdett olajfestményeket készíteni. Minden képén egy új technikát, új ecsetvonást próbál ki, talán ezért olyan eltérőek a képei. A gyermekeknek készült festményekhez az ihletet a lányaiból meríti, minden képnek egy különálló története van. Folyamatosan dolgozik, fejleszti tudását, a természet, az állatok megfestése mellett az emberi testek megfestését tekinti nagy kihívásnak.
Festményeit elsősorban az élénk színek, a melegség és a mozgalmasság jellemzi, a művek leginkább a kolorista irányzatba sorolhatók. Autodidakta módon tanul(t) festeni, munkája során előnyben részesíti az olaj technikát. 2005 évben kezdett el aktívan, főállásban a festészettel foglalkozni, fél évig egy budapesti galériát vezetett, ahol sok kortárs festővel alakított ki bensőséges kapcsolatot. Állandóan alkotó és kiállító személyiség, kiállításai Budapesten, Budaörsön, Budakeszin, Székesfehérváron és Kecskeméten voltak, munkáit több hazai és nemzetközi folyóiratban is felfedezhetjük, mint illusztráció.

## Műveiből
- Festmények a képafalon.hu-n: